# Liphistius albipes
Liphistius albipes SCHWENDINGER, 1995 è un ragno appartenente al genere Liphistius della famiglia Liphistiidae.
Il nome del genere deriva dalla radice prefissoide greca λίπ-, lip-, abbreviazione di λιπαρός, liparòs, cioè unto, grasso, e dal sostantivo greco ἱστίον, istìon, cioè telo, velo, ad indicare la struttura della tela che costruisce intorno al cunicolo.
Il nome proprio deriva dal latino albipes, parola composta dall'aggettivo albus, -a, -um che significa bianco, di colore bianco e dal sostantivo pes che indica le zampe. Viene così chiamato quindi per il colore biancastro degli arti.

## Caratteristiche
Ragno primitivo appartenente al sottordine Mesothelae: non possiede ghiandole velenifere, ma i suoi cheliceri possono infliggere morsi piuttosto dolorosi.

## Distribuzione
Questa specie è stata rinvenuta in Thailandia.